# Кобиля (залізничне селище)
Кобиля (рум. Cobîlea) — залізничне селище у Шолданештському районі Молдови. Входить до складу комуни, адміністративним центром якої є село Котюженій-Марі.

## Населення
За даними перепису населення 2004 року у селі проживали 242 особи.
Національний склад населення села:
| Національність       | Кількість осіб | Відсоток   |
| -------------------- | -------------- | ---------- |
| молдавани румуни     | 232 1          | 95,9% 0,4% |
| росіяни              | 5              | 2,1%       |
| українці             | 3              | 1,2%       |
| інша / без відповіді | 1              | 0,4%       |
| Всього               | 242            | 100%       |

## Географія
Село розташоване на висоті 250 метрів над рівнем моря. У селі є дві церкви, одна школа, три бібліотеки, будинок культури, дитячий садок, лікарня.